# Roger Knapman
Roger Maurice Knapman (ur. 20 lutego 1944 w Crediton) – brytyjski polityk, były lider Partii Niepodległości Zjednoczonego Królestwa (UKIP). Poseł do Izby Gmin i eurodeputowany.

## Życiorys
Kształcił się w szkole rolniczej (All Hallows and Royal Agricultural College). Z ramienia Partii Konserwatywnej w 1987 i 1992 był wybierany na posła z okręgu wyborczego Stroud. Między 1990 i 1992 zajmował stanowisko parlamentarnego prywatnego sekretarza ministra sił zbrojnych Archiego Hamiltona, jednak na znak protestu wobec ratyfikacji przez rząd Johna Majora Traktatu o Unii Europejskiej opuścił to stanowisko. Od 1996 do 1997 był lordem komisarzem skarbu. W 1997 nie uzyskał poselkiej reelekcji.
Wystąpił z Partii Konserwatywnej, by dołączyć się do UKIP, został jej kandydatem w wyborach parlamentarnych w 2001. Od 2000 pełnił funkcję politycznego doradcy w Partii Niepodległości Zjednoczonego Królestwa. W 2002 został wybrany na lidera tego ugrupowania, po zakończeniu czteroletniej kadencji nie kandydował ponownie.
W wyborach w 2004 uzyskał mandat deputowanego do Parlamentu Europejskiego VI kadencji. W PE był członkiem grupy Niepodległość i Demokracja, z której wystąpił do 2008. Pracował w Komisji Wolności Obywatelskich, Sprawiedliwości i Spraw Wewnętrznych. Kadencję zakończył w 2009.